# 巴德拉克
巴德拉克（Bhadrak），是印度奥里萨邦Bhadrak县的一个城镇。总人口92397（2001年）。

## 人口
该地2001年总人口92397人，其中男性48056人，女性44341人；0—6岁人口12132人，其中男6225人，女5907人；识字率64.74%，其中男性为71.09%，女性为57.87%。